# Efferia portoricensis
Efferia portoricensis este o specie de muște din genul Efferia, familia Asilidae. A fost descrisă pentru prima dată de James Stewart Hine în anul 1919.
Este endemică în Puerto Rico. Conform Catalogue of Life specia Efferia portoricensis nu are subspecii cunoscute.